# Rif (Islande)
Pour les articles homonymes, voir Rif (homonymie).
Rif est une localité islandaise de la municipalité de Snæfellsbær située à l'ouest de l'île, dans la région de Vesturland. En 2011, le village comptait 157 habitants.